# Stadio Gerhard Hanappi
Lo stadio Gerhard Hanappi (in tedesco Gerhard-Hanappi-Stadion) fu uno stadio calcistico di Vienna, capitale dell'Austria.
Si trovava a Hütteldorf, nel distretto cittadino di Penzing.
Ospitò gran parte degli incontri interni del Rapid Vienna dal 1977 al 2014, ma fu anche saltuariamente sede di incontri della nazionale austriaca, oltre che di 8 finali di coppa d'Austria e 2 di supercoppa.
Fu inaugurato nel 1977 e, nel 1981, fu intitolato all'architetto che lo aveva progettato, Gerhard Hanappi appunto, che era stato anche calciatore del Rapid.
Tra i tifosi era noto col soprannome St. Hanappi (Sankt Hanappi, cioè "Santo Hanappi"), ispirato dal motto Rapid ist uns're Religion ("il Rapid è la nostra religione") a sua volta proprio della tifoseria organizzata bianco-verde. L'ex-tecnico della Nazionale jugoslava Ivica Osim, ai tempi in cui allenò in Austria, definì questo impianto come una "cattedrale del calcio".

## Storia
I lavori di costruzione avrebbero dovuto avere inizio nel 1971, ma per una serie di ritardi rimasero in forse per quasi quattro anni. L'impianto fu inaugurato, col nome di Weststadion, il 10 maggio 1977 in occasione di un derby tra il Rapid e l'Austria/WAC, terminato 1-0 per i padroni di casa. Sostituì il vetusto Pfarrwiese, che aveva ospitato il club bianco-verde sin dal 1912.
La capienza dello stadio, secondo il progetto originale di Hanappi, era di 19 600 spettatori. Nel corso degli anni, tuttavia, le esigenze del pubblico e le norme di sicurezza cambiarono e questo portò, nel 2001, a notevoli interventi di ristrutturazione, culminati dopo due anni in un impianto rivisto e dalla capienza leggermente ridotta. Il 27 ottobre 2002 la riapertura ufficiale, in occasione di un altro derby cittadino.
Dopo anni di discussioni, nel 2014 il club e la città di Vienna hanno deciso di demolire l'impianto. Poiché i lavori per la costruzione del nuovo stadio avranno termine nel 2016, il Rapid giocherà nel frattempo all'Ernst Happel Stadion.
L'ultima partita nella storia dello stadio, un'amichevole fra Rapid e Celtic terminata 1-1, è stata giocata il 6 luglio 2014 davanti a 17 400 spettatori. Poiché il punto del Rapid è stato in realtà un'autorete di Virgil van Dijk, l'ultima rete dei bianco-rossi nel proprio stadio risulta messa a segno da Marcel Sabitzer al minuto 83 della sfida contro il Wacker Innsbruck, penultima giornata del campionato 2013-2014. L'ultimo gol segnato in assoluto nell'impianto porta la firma di Teemu Pukki, al 72' della citata sfida.

## Caratteristiche
Lo stadio possedeva 19 000 posti, tutti a sedere; tuttavia solo 17 500 spettatori potevano assistere alle partite per motivi di sicurezza. Era il secondo stadio cittadino per capienza dopo l'Ernst Happel Stadion, che si trova nel parco del Prater, in una altra zona della città di Vienna.
Lo stadio sorgeva su un terreno ricco di gallerie e locali sotterranei, dei quali è stata recentemente compiuta un'esplorazione.

## Galleria d'immagini

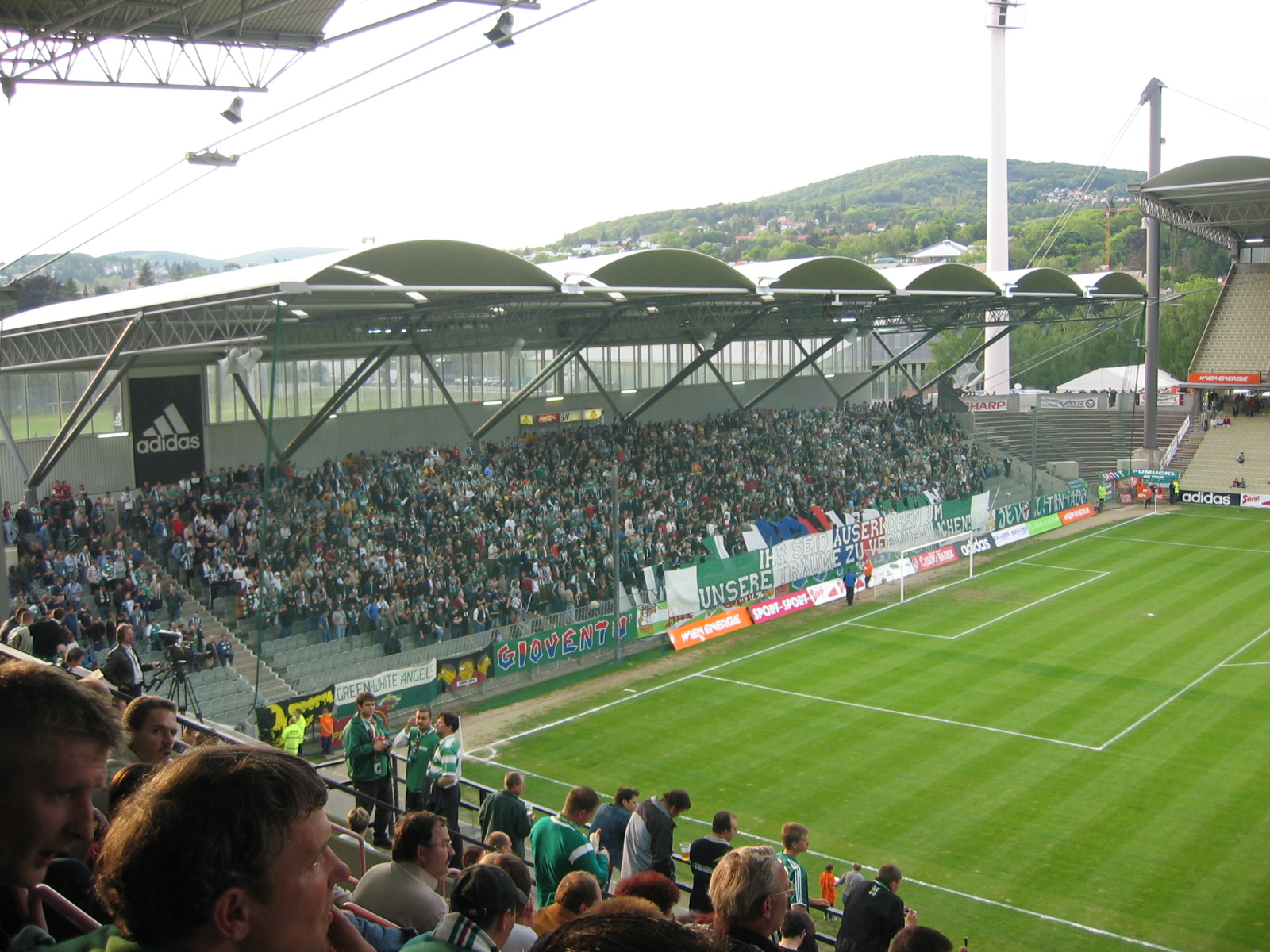
Tribuna Ovest
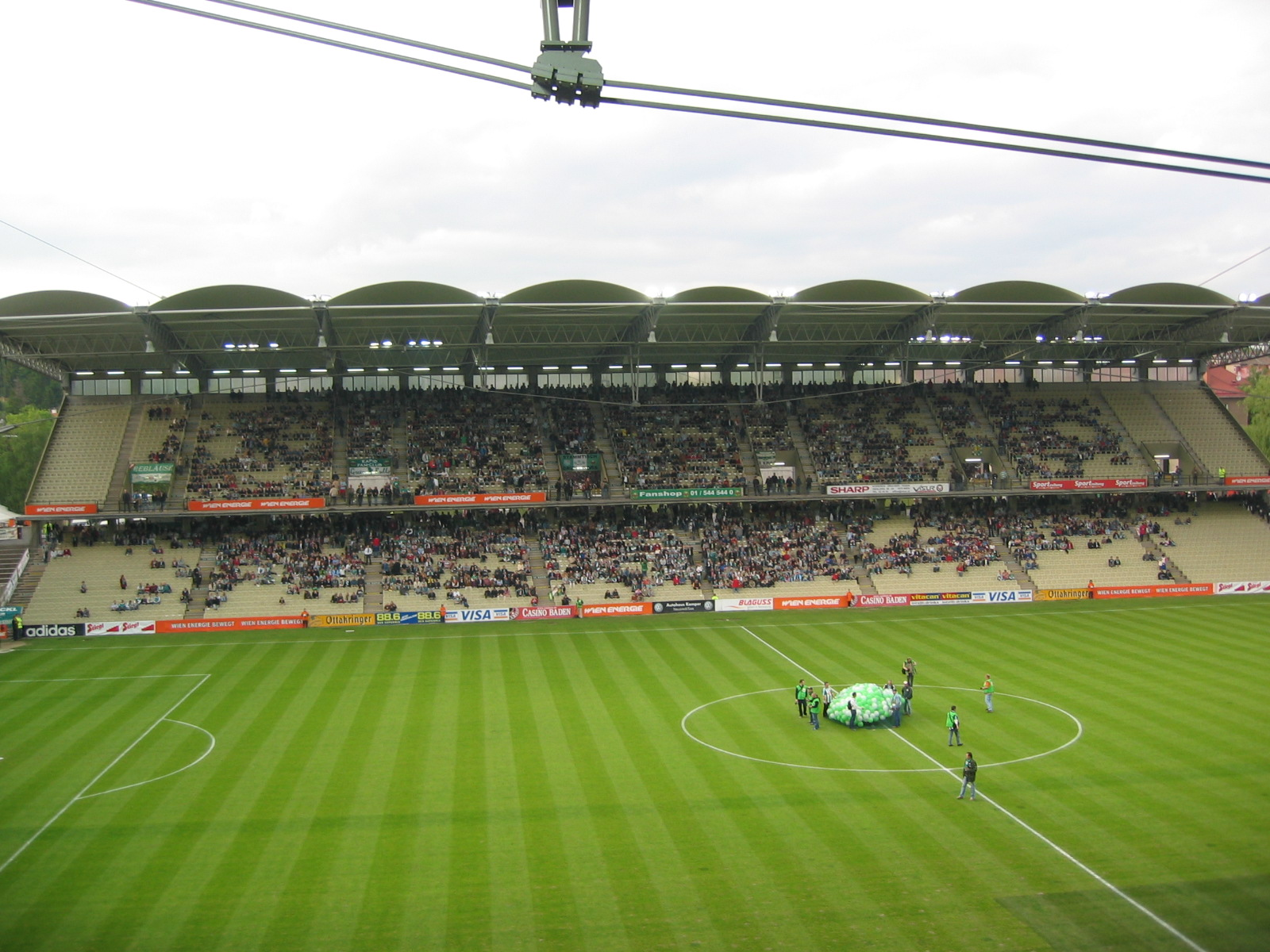
Tribuna Nord
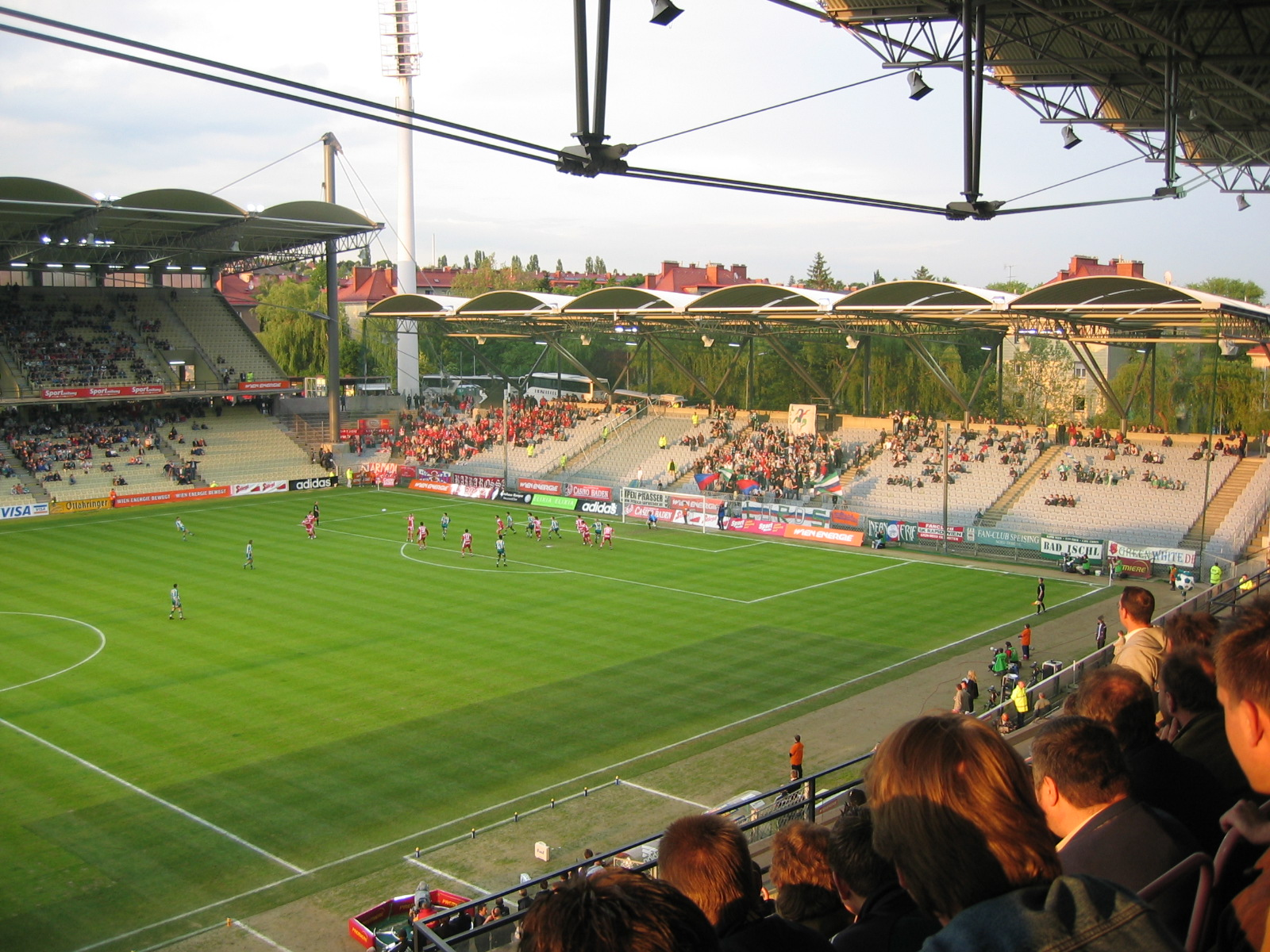
Tribuna Est
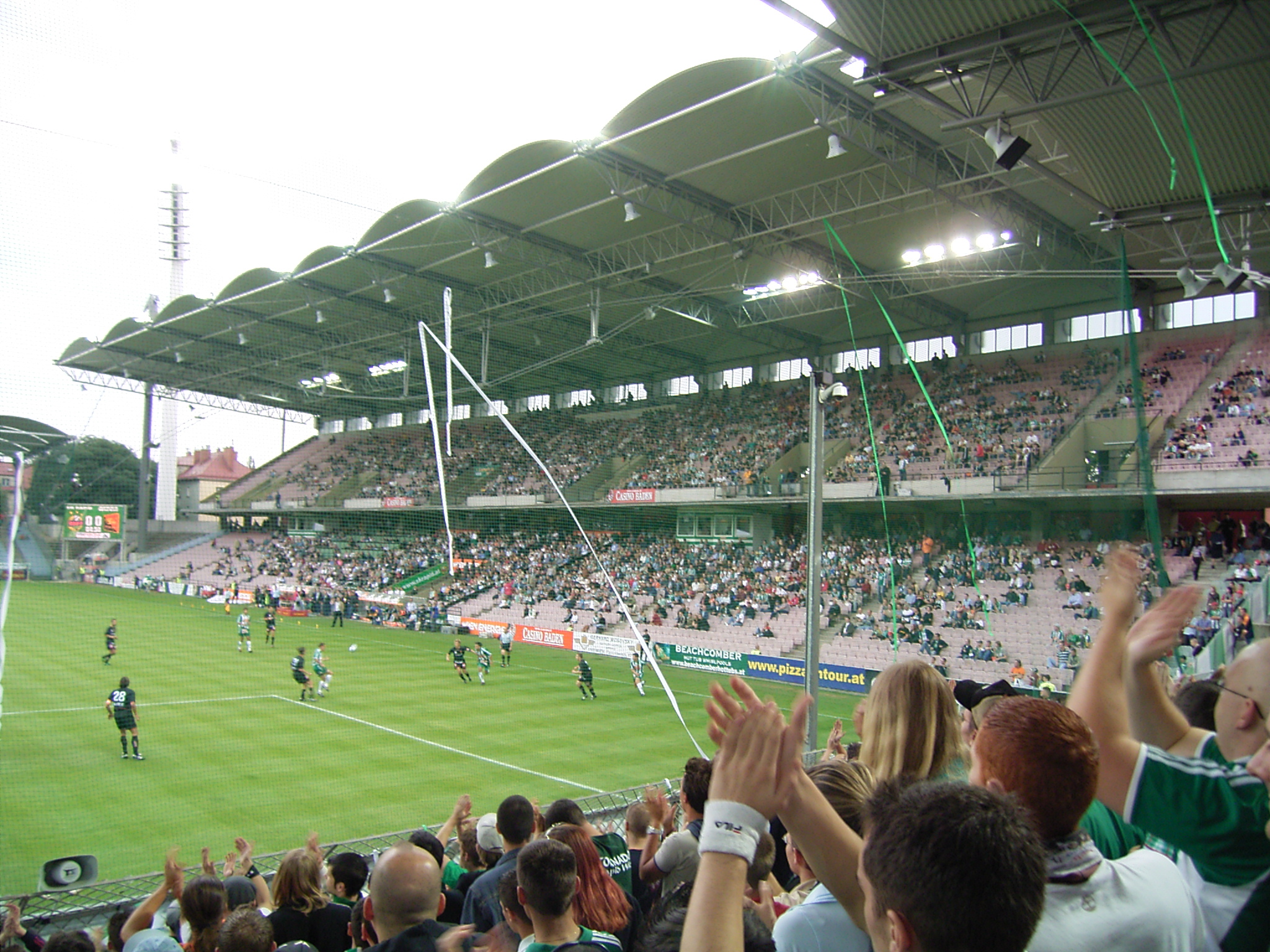
Tribuna Sud

## Partite ospitate

### Club

#### Finali di coppa d'Austria
- 20 giugno 1977  Austria Vienna– Wiener SC 3-0
- 19 aprile 1983  Rapid Vienna– Wacker Innsbruck 3-0
- 15 maggio 1984  Rapid Vienna– Austria Vienna 2-0
- 13 giugno 1985  Rapid Vienna– Austria Vienna 3-3 dts (6-5 dcr)
- 6 maggio 1986  Rapid Vienna– Austria Vienna 3-3 dts (4-6 dcr)
- 9 giugno 1987  Rapid Vienna– Swarovski Tirol 2-0
- 19 maggio 1998  Ried– Sturm Graz 3-1
- 1º maggio 2007  Austria Vienna– Mattersburg 2-1

#### Finali di supercoppa d'Austria
- 19 luglio 1986  Rapid Vienna– Austria Vienna 3-1
- 18 luglio 1987  Rapid Vienna– Swarovski Tirol 2-1

#### Finali di Coppa Intertoto
- 21 luglio 2007  Rapid Vienna– Rubin 3-1

### Nazionale
- 22 settembre 1982  Austria– Albania 5-0 (qualificazioni Euro 1984)
- 17 novembre 1982  Austria– Turchia 4-0 (qualificazioni Euro 1984)
- 14 novembre 1984  Austria– Paesi Bassi 1-0 (qualificazioni Messico 1986)
- 17 aprile 1985  Austria– Ungheria 0-3 (qualificazioni Messico 1986)